# Jules Champfleury
Jules François Félix Husson, detto Fleury, ma meglio conosciuto con lo pseudonimo di Champfleury (Laon, 1821 – Sèvres, 1889), è stato uno scrittore francese.

## Biografia
Capofila del realismo francese, fu autore di I Conti domestici (1853), I borghesi di Molinchart (1855) e Monsieur de Boisdhyver (1857).
Nel 1856 fonda insieme allo scrittore Duranty la rivista Le réalisme, di breve durata, e l'anno dopo pubblica il Manifeste du Réalisme. Nel manifesto Champfleury cita i modelli realisti della letteratura europea, quali Dickens in Inghilterra e Gogol in Russia, e propone un tipo di narrazione semplice e chiaro. Le idee di Champfleury non vedono di buon occhio la poesia, considerata un esercizio formale di nicchia appannaggio delle élite.
Si interessò inoltre alla storia della caricatura, sulla quale lasciò numerosi saggi.